# Vibenshuset
Vibenshuset er et internationalt kontorhus på Lyngbyvej 2 i København Ø. Vibenshuset ligger på Vibenshus Runddel også kaldet Store Vibenshus eller Store Viben. Selve Vibenshuset ligger ud til vejkrydset på Østerbro i København hvor Jagtvej, Lyngbyvej og Nørre Allé møder hinanden. Derudover ligger Fælledparken lige overfor, hvor der i slutningen af 2019 åbnede en metrostation..

## Historien
Fra 1925 og til 2000 har der været produceret lakrids og chokolade i Vibenhuset. Det var virksomheden Galle & Jessen, som lå her, og siden er huset blev restaureret. Blandt andet enkelte gamle originale trappetårne har fået lov at stå. Samtidig går det gamle tårn, hvor frøerne hoppede over København stadig op igennem hele huset, hvor flere virksomheder har designed deres egne frøer til at hoppe.